# Nikolái Valúyev
Nikolái Serguéyevich Valúyev (en ruso: Никола́й Серге́евич Валу́ев; 21 de agosto de 1973 en Leningrado, Unión Soviética, actual San Petersburgo, Rusia) es un político, actor y exboxeador ruso, campeón mundial de los pesos pesados por la Asociación Mundial de Boxeo (AMB) desde 2005 y hasta noviembre de 2009.

## Biografía
Valúyev nació el 21 de agosto de 1973 en Leningrado, Rusia Soviética, Unión Soviética (ahora San Petersburgo, Rusia), de orígenes tártaros.

## Carrera como boxeador
Es un boxeador que destaca sobre todo por su impresionante físico, pues mide 2.13 m. y pesa casi 150 kg. Es el campeón mundial más alto y pesado en la historia del boxeo. Algunos de sus apodos son «El gigante ruso» o «La bestia del Este». También se le ha considerado la versión en la vida real del villano de la película Rocky IV Ivan Drago.
Tras haber practicado el baloncesto y el lanzamiento de disco, se hizo boxeador profesional en 1993. Su primer combate lo disputó el 15 de octubre de ese año en Berlín contra el estadounidense John Morten, a quien noqueó en el 2.º asalto. Luego disputó varios combates en su país natal, y más adelante combatió en Inglaterra, Australia y Japón.
Al principio, aunque ganaba sus combates, casi nadie pensaba que tuviera posibilidades reales de estar entre los mejores del mundo, ya que parecía demasiado lento de movimientos y sin mucho margen de mejora. Muchos lo consideraban tan solo una rareza por su enorme tamaño. En 1999 se proclamó campeón de Rusia, y en 2000 logró el campeonato de la Asociación de Boxeo Panasiática.

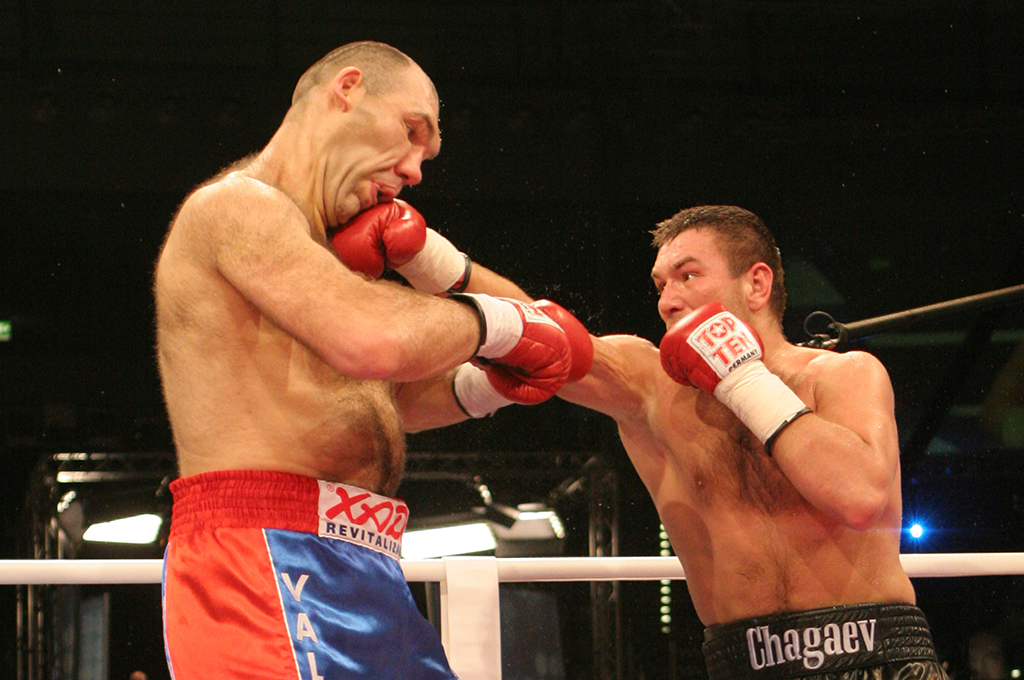
Combate entre Nikolái Valúyev y Ruslan Chagaev en 2007.

En los años posteriores fue escalando posiciones en el ranking mundial con victorias sobre diversos púgiles como Bob Mirovic, Otis Tisdale, Paolo Vidoz, Gerald Nobles, Attila Levin o Clifford Etienne. El 1 de octubre de 2005 logró una importante victoria sobre el estadounidense Larry Donald, en una pelea en la que el ganador pasaría a disputar el título mundial de la AMB contra el vigente campeón, el púgil puertorriqueño John Ruiz.

### Gana el título de la WBA
La pelea por el título mundial contra Ruiz se celebró el 17 de diciembre de ese mismo año en Berlín, y tras un duro combate a doce asaltos Valúyev fue declarado vencedor en una decisión por mayoría de los jueces (116-114, 116-113 y 114-114). En este combate Valúyev le sacaba 30 cm de estatura a su oponente, quien medía 1'83 m.

### Primera defensa del título
Convertido en campeón mundial, Valúyev realizó su primera defensa el 3 de junio de 2006 en Hannover, contra el jamaicano Owen Beck, a quien venció de forma aplastante por nocaut técnico en solo tres asaltos.

### Segunda defensa del título
Su segunda defensa llegó el 7 de octubre de ese año en Rosemont, Illinois, contra el estadounidense Monte Barrett, a quien derrotó por nocaut técnico en el 11.º asalto, tras haberle derribado antes en el 8.º asalto. El propio entrenador de Barrett saltó al ring para que se parara la pelea ante la paliza que estaba recibiendo su pupilo.

### Tercera defensa del título
La tercera defensa fue el 20 de enero de 2007, en un combate contra el estadounidense Jameel McCline en la localidad suiza de Basilea. En este combate Valúyev partía como claro favorito según todos los entendidos. Valúyev ganó en combate al no poder continuar su oponente por una lesión en la rodilla en el 3.er asalto.

### Pérdida del título
El 14 de abril de 2007 perdió su título a los puntos contra Ruslan Chagaev. Su balance en esta fecha era de 47 victorias, una derrota y un no contest. Hasta entonces en su carrera profesional Valúyev había disputado 49 combates, los 46 primeros victorias consecutivas (a cuatro victorias del récord de Rocky Marciano).
Buena parte de su éxito se lo debe a su entrenador, el armenio Manvél Gabrielyán, con quien mantiene una muy buena relación personal y profesional. Habitualmente reside en San Petersburgo, aunque entrena parte del año en las montañas de Armenia, donde el aire es más limpio. El 7 de noviembre de 2009, en un combate a 12 asaltos, pierde el título de la AMB, en fallo dividido ante el púgil inglés David Haye, quien pesaba 44 kg. menos y medía 22 cm. menos.

## Actividad tras el retiro
Valúyev fue electo miembro de la Duma Estatal por el partido Rusia Unida en las elecciones legislativas de Rusia de 2011, siendo relecto en 2016 y 2021.
También ha incursionado en el cine y la televisión, protagonizando películas como Stonehead y conduciendo programas como Buenas noches, pequeños.

## Récord profesional
| 50 Ganadas (34 KOs), 2 Derrotas |          |                        |      |               |            |                                                    |                                                                                                  |
| Res.                            | Récord   | Oponente               | Tipo | Rd., Tiempo   | Datos      | Localidad                                          | Notas                                                                                            |
| D                               | 50–2 (1) | David Haye             | MD   | 12            | 2009-11-07 | Nuremberg Arena, Núremberg, Alemania               | Pierde el título WBA del peso pesado                                                             |
| G                               | 50–1 (1) | Evander Holyfield      | MD   | 12            | 2008-12-20 | Hallenstadion, Zürich, Suiza                       | Retiene el título WBA del peso pesado                                                            |
| G                               | 49–1 (1) | John Ruiz              | UD   | 12            | 2008-08-30 | Max-Schmeling-Halle, Berlín, Alemania              | Gana el título vacante WBA del peso pesado                                                       |
| G                               | 48–1 (1) | Sergei Liakhóvich      | UD   | 12            | 2008-02-16 | Nuremberg Arena, Núremberg, Alemania               |                                                                                                  |
| G                               | 47–1 (1) | Jean-François Bergeron | UD   | 12            | 2007-09-29 | Small EWE Arena, Oldenburg, Alemania               | Gana el título WBA–NABA del peso pesado                                                          |
| D                               | 46–1 (1) | Ruslan Chagaev         | MD   | 12            | 2007-04-14 | Porsche-Arena, Stuttgart, Alemania                 | Pierde el título WBA del peso pesado                                                             |
| G                               | 46–0 (1) | Jameel McCline         | RTD  | 3 (12), 3:00  | 2007-01-20 | St. Jakobshalle, Basel, Suiza                      | Retiene el título WBA del peso pesado                                                            |
| G                               | 45–0 (1) | Monte Barrett          | TKO  | 11 (12), 2:12 | 2006-10-07 | Allstate Arena, Rosemont, Illinois, Estados Unidos | Retiene el título WBA del peso pesado                                                            |
| G                               | 44–0 (1) | Owen Beck              | TKO  | 3 (12), 2:44  | 2006-06-03 | TUI Arena, Hanover, Alemania                       | Retiene el título WBA del peso pesado                                                            |
| G                               | 43–0 (1) | John Ruiz              | MD   | 12            | 2005-12-17 | Max-Schmeling-Halle, Berlín, Alemania              | Gana el título WBA del peso pesado                                                               |
| G                               | 42–0 (1) | Larry Donald           | MD   | 12            | 2005-10-01 | Small EWE Arena, Oldenburg, Alemania               | Retiene el título WBA Intercontinental del peso pesado                                           |
| G                               | 41–0 (1) | Clifford Etienne       | KO   | 3 (12)        | 2005-05-14 | Oberfrankenhalle, Bayreuth, Alemania               | Retiene el título WBA Intercontinental del peso pesado                                           |
| G                               | 40–0 (1) | Attila Levin           | TKO  | 3 (12), 2:34  | 2005-02-12 | Max-Schmeling-Halle, Berlín, Alemania              | Retiene el título WBA Intercontinental del peso pesado                                           |
| G                               | 39–0 (1) | Gerald Nobles          | DQ   | 4 (12), 0:42  | 2004-11-20 | BigBox, Kempten, Alemania                          | Retiene el título WBA Intercontinental del peso pesado; Nobles disqualified for repeated holding |
| G                               | 38–0 (1) | Paolo Vidoz            | TKO  | 9 (12), 2:33  | 2004-10-09 | Messe, Erfurt, Alemania                            | Gana el título vacante WBA Intercontinental del peso pesado                                      |
| G                               | 37–0 (1) | Richard Igbineghu      | TKO  | 6 (10), 1:50  | 2004-07-24 | Brandenburg-Halle, Frankfurt, Alemania             | Gana el título vacante WBA Intercontinental interino del peso pesado                             |
| G                               | 36–0 (1) | Marcelo Domínguez      | UD   | 8             | 2004-04-17 | Max-Schmeling-Halle, Berlín, Alemania              |                                                                                                  |
| G                               | 35–0 (1) | Dicky Ryan             | TKO  | 1 (10), 2:43  | 2004-02-28 | Mehrzweckhalle, Dresde, Alemania                   |                                                                                                  |
| G                               | 34–0 (1) | Otis Tisdale           | KO   | 1 (8)         | 2003-10-04 | Stadthalle, Zwickau, Alemania                      |                                                                                                  |
| G                               | 33–0 (1) | Bob Mirovic            | UD   | 8             | 2003-08-16 | Nürburgring, Nürburg, Alemania                     |                                                                                                  |
| G                               | 32–0 (1) | Vitali Shkraba         | TKO  | 4 (10)        | 2003-07-18 | State Circus, Minsk, Bielorrusia                   |                                                                                                  |
| G                               | 31–0 (1) | Pedro Daniel Franco    | UD   | 12            | 2003-03-15 | Yubileyny Sports Palace, Saint Petersburg, Rusia   | Retiene el título PABA del peso pesado                                                           |
| G                               | 30–0 (1) | Kostiantyn Pryziuk     | RTD  | 3 (10), 3:00  | 2002-10-10 | Casino Conti Giant Hall, Saint Petersburg, Rusia   | Retiene el título de Rusia del peso pesado                                                       |
| G                               | 29–0 (1) | Taras Bidenko          | UD   | 12            | 2002-07-21 | Seoul, Corea del Sur                               | Retiene el título PABA del peso pesado                                                           |
| G                               | 28–0 (1) | Yaroslav Zavorotnyi    | TKO  | 3 (10)        | 2002-06-15 | Druzhba Arena, Donetsk Ucrania                     |                                                                                                  |
| G                               | 27–0 (1) | Toakipa Tasefa         | UD   | 12            | 2001-09-28 | Yubileyny Sports Palace, Saint Petersburg, Rusia   | Retiene el título PABA del peso pesado                                                           |
| G                               | 26–0 (1) | George Linberger       | TKO  | 1 (12), 1:20  | 2001-06-30 | Etess Arena, Atlantic City, New Jersey, US         | Gana el título vacante PABA del peso pesado                                                      |
| G                               | 25–0 (1) | Vitali Shkraba         | TKO  | 4 (8)         | 2001-03-06 | Arena CSKA, Moscú, Rusia                           |                                                                                                  |
| G                               | 24–0 (1) | Tone Fiso              | TKO  | 1 (12)        | 2000-10-29 | Yubileyny Sports Palace, Saint Petersburg, Rusia   | Retiene el título PABA interino del peso pesado                                                  |
| G                               | 23–0 (1) | Yuriy Yelistratov      | UD   | 12            | 2000-06-06 | Yubileyny Sports Palace, Saint Petersburg, Rusia   | Gana el vacante título PABA interino del peso pesado                                             |
| G                               | 22–0 (1) | Yuri Nikolaev          | TKO  | 2 (6)         | 2000-03-10 | Novosibirsk, Rusia                                 |                                                                                                  |
| G                               | 21–0 (1) | Aleksei Varakin        | KO   | 1 (12), 1:30  | 1999-12-15 | State Circus, Saint Petersburg, Rusia              | Retiene el título de Rusia del peso pesado                                                       |
| G                               | 20–0 (1) | James McQueen          | KO   | 1 (6)         | 1999-06-25 | Praga, República Checa                             |                                                                                                  |
| NC                              | 19–0 (1) | Andreas Sidon          | NC   | 6             | 1999-05-07 | Praga, República Checa                             | NC after the referee left the ring before the end of the fight                                   |
| G                               | 19–0     | John Tupou             | TKO  | 4 (6), 1:16   | 1999-02-13 | Ariake Colosseum, Tokio, Japón                     |                                                                                                  |
| G                               | 18–0     | Aleksei Osokin         | TKO  | 6 (10)        | 1999-01-22 | Casino Conti Giant Hall, San Petersburgo, Rusia    | Gana el título vacante de Rusia del peso pesado                                                  |
| G                               | 17–0     | Evgeny Odolsky         | KO   | 1 (6)         | 1998-12-19 | Tundra Bar, Saint Petersburg, Rusia                |                                                                                                  |
| G                               | 16–0     | James Gaines           | UD   | 6             | 1998-06-09 | State Circus, Moscú, Rusia                         |                                                                                                  |
| G                               | 15–0     | Jim Huffman            | TKO  | 2 (6), 0:37   | 1998-03-14 | Olympic Stadium, Moscú, Rusia                      |                                                                                                  |
| G                               | 14–0     | Sinclair Babb          | TKO  | 1 (6), 2:50   | 1997-12-06 | Stockland Stadium, Townsville, Australia           |                                                                                                  |
| G                               | 13–0     | Alarim Uysal           | TKO  | 2             | 1997-11-08 | Ballsporthalle, Frankfurt, Alemania                |                                                                                                  |
| G                               | 12–0     | Kevin Rosier           | KO   | 1             | 1997-09-27 | State Circus, Moscú, Rusia                         |                                                                                                  |
| G                               | 11–0     | Aug Tanuvasa           | TKO  | 1 (6), 2:44   | 1997-08-21 | Bankstown RSL Club, Sídney, Australia              |                                                                                                  |
| G                               | 10–0     | Rodney Harris          | PTS  | 4             | 1997-07-26 | Yokohama Arena, Yokohama, Japón                    |                                                                                                  |
| G                               | 9–0      | Terrell Nelson         | TKO  | 2 (4), 1:26   | 1997-05-31 | Etess Arena, Atlantic City, New Jersey, US         |                                                                                                  |
| G                               | 8–0      | Manao Navuilawa        | TKO  | 1 (4), 1:24   | 1997-05-09 | Bankstown Sports Club, Sídney, Australia           |                                                                                                  |
| G                               | 7–0      | Patrick Slade          | TKO  | 1 (4), 1:59   | 1997-03-21 | Parramatta RSL Club, Sídney, Australia             |                                                                                                  |
| G                               | 6–0      | Darren Fearn           | RTD  | 1 (6), 3:00   | 1996-11-26 | York Hall, Londres, Inglaterra                     |                                                                                                  |
| G                               | 5–0      | Neil Kirkwood          | TKO  | 2 (4)         | 1996-10-08 | Battersea Town Hall, Londres, Inglaterra           |                                                                                                  |
| G                               | 4–0      | Sergei Anikeev         | KO   | 2 (4)         | 1995-02-16 | State Circus, Saint Petersburg, Rusia              |                                                                                                  |
| G                               | 3–0      | Aleksei Tsygankov      | KO   | 3 (4)         | 1994-04-15 | State Circus, Saint Petersburg, Rusia              |                                                                                                  |
| G                               | 2–0      | Aleksandr Vasiliev     | PTS  | 4             | 1994-02-22 | State Circus, Saint Petersburg, Rusia              |                                                                                                  |
| G                               | 1–0      | John Morton            | TKO  | 2 (4)         | 1993-10-15 | Sporthalle, Schöneberg, Alemania                   | Debut profesional                                                                                |